# Hidetada Tokugawa
 Hidetada Tokugawa (japonsky 徳川 秀忠, Tokugawa Hidetada) byl druhý šógun Tokugawské dynastie, který se ujal vlády od roku 1605 do své abdikace v roce 1623. Byl třetím synem Iejasua Tokugawy, prvního šóguna Tokugawské bakufu. Jeho matkou byla Lady Saigó.

## Dětství (1579–1593)
Hidetada Tokugawa se narodil Iejasuovi Tokugawovi a jedné z jeho mnoha konkubín v roce 1579. Bylo to krátce poté, co byli popraveni jeho nevlastní matka (Iejasuova oficiální manželka) a jeho nevlastní bratr Nobujasu Tokugawa za přípravu spiknutí s Šingenem Takedou, jehož účelem bylo zavraždit Iejasua. Zabitím své manželky a těch, kteří ji v tom podporovali, Iejasu deklaroval svou pozici v konfliktu mezi klanem Oda vedeným Nobunagou Odou a klanem Takeda, pod vedením Šingena Takedy.
Tradiční silnou základnou klanu Tokugawa byla provincie Mikawa. V roce 1590 nový vládce Japonska Hidejoši Tojotomi vedl Iejasua Tokugawu do útoku proti oblastem klanu Hódžó, který se stal známým jako Obléhání Odawary. Hidejoši odměnil Iejasua za toto tažení tím, že mu dovolil vyměnit pět provincií, které měl Iejasu pod svou vládou za osm provincií Kantó včetně města Edo. Aby bylo pojištěno, že Iejasu zradí spojenectví s klanem Hódžó (předtím měly klany Hódžó a Tokugawa přátelské vztahy), Hidejoši vzal jeho jedenáctiletého syna Nagamarua jako rukojmí. V roce 1592 ho Hidejoši během ceremonie, kdy byl Iejasuho syn Nagamaru prohlášen za dospělého, přejmenoval na Hidetada. Byl jmenován následníkem Tokugawů, byl nejstarším žijícím synem Iejasua a zároveň i jeho nejoblíbenějším synem (Iejasuův nejstarší syn byl popraven a druhý byl adoptován Hidejošim ještě dokud byl dítě). V roce 1593 se Hidetada vrátil ke svému otci.

## Rané vojenské úspěchy a Sekigahara (1593–1605)
Hidejoši si jako prozíravý státník uvědomoval, že zemře dříve, než jeho syn Hidejori Tojotomi dospěje a jmenoval proto pět regentů, aby vládli v zemi během nedospělosti jeho syna. Jedním z nich byl Hidetadův otec Iejasu. Hidejoši doufal, že vzájemná rivalita mezi regenty nedovolí, aby se jeden z nich chopil úplné moci. Po Hidejošiho smrti v roce 1598 byl Hidejori oficiálním následníkem na post hlavy státu, ale regenti ignorovali všechny přísahy věrnosti dané Hidejošimu a začali soupeřit o vládu krajinou.
Iejasu Tokugawa, nejsilnější z pěti regentů, začal kolem sebe budovat společenství věrných vazalů tzv. Východní frakci. Západní frakce se seskupila kolem Micunariho Išidy. Tyto dvě frakce se střetly v bitvě u Sekigahary, která nastolila vládu klanu Tokugawa.
V roce 1600 Hidetada vedl na 16 000 otcových mužů v tažení proti Západní alianci vedené klanem Uesugi v provincii Šinano. Iejasu rozkázal Hidetadovi vést jeho oddíly na Sekigaharu v očekávání rozhodující bitvy proti Západní alianci. Ale klan Sanada zajistil navázání Hidetadových sil tak, aby přišly co nejpozději na pomoc jeho otci. Iejasu dosáhl sice těsného, ale rozhodujícího vítězství. Vztah Hidetady a Iejasua už nebyl nikdy obnoven.
V roce 1603 Císař Go-Józei udělil Iejasuovi titul šógun. Tak se Hidetada stal dědicem šógunátu. V roce 1605 Iejasu abdikoval jako šógun ve prospěch Hidetada.

## Šógun Hidetada (1605–1623)
Aby Iejasu předešel chybě svého předchůdce Hidejošiho, vytvořil pevný základ své dynastie tím, že zanedlouho po tom, co se stal šógunem, abdikoval ve prospěch svého syna Hidetady v roce 1605. Iejasu si nadále udržel významný vliv na chod státu až do své smrti v roce 1616, ale Hidetada převzal roli formální hlavy státu v systému bakufu.
Hidetada se oženil s Oejo, s níž zplodil dva syny, Iemicua Tokugawu a Tadanagu Tokugawu. Měli také dvě dcery, jedna z nich, Senhime byla dvakrát vdaná. Druhá dcera, Masako či Kazu-ko, se provdala za císaře Go-Mizunóa.
Pro vládu rodu Tokugawa však stále představovaly problém nároky Hidejošiho syna Hidejoriho Tojotomiho, který si mohl po smrti Iejasua nárokovat titul šóguna. Hidejoriho mocenskou oporu představovalo město Ósaka a Ósacký hrad. Iejasu nemohl přehlížet ohrožení moci svého rodu, a proto vyvolal s Hidejorim přímý vojenský konflikt, z něhož měl vzejít budoucí vládce Japonska.
Iejasu a jeho syn šógun Hidetada táhli se statisícovou armádou na Ósaku. Otec a syn se v průběhu výpravy neshodli v postupu v tomto tažení proti vzdorujícím Tojotomiho silám v Ósace. Iejasu preferoval konzervativní přístup vedení boje, avšak Hidetada preferoval přímý, brutální útok. Hidejori, který se mohl spoléhat na pomoc, Ósaky byl osamocený a jeho vojenské zdroje omezené. Po tvrdých útocích na hrad byli Hidejori a jeho matka přinuceni spáchat sebevraždu. Dokonce ani Hidejoriho malý syn (Kunimacu), vnouče Hidetady, nebyl ušetřen.
Po Iejasuově smrti v roce 1616, Hidetada převzal úplnou kontrolu nad bakufu. Posílil prestiž klanu Tokugawa zlepšením a prohloubením vztahů s císařským dvorem. Provdal i svou dceru Masako/Kazu-ko za císaře Go-Mizunóa. Jejich společná dcera pak v dospělosti nastoupila na trůn a stala se císařovnou Meišó.

## ÓgošoHidetada (1623–1632)
V Genna 9 (1623) se Hidetada vzdal vlády ve prospěch svého nejstaršího syna a dědice, Iemicua Tokugawy. Jako jeho otec před ním, i Hidetada se stal ógošoem (大御所) neboli odstoupivším šógunem a využíval svou moc. Uvedl do praxe přísná protikřesťanská opatření, o kterých Iejasu pouze uvažoval: zakázal křesťanské knihy, přinutil křesťanského daimjóa spáchat sebevraždu, přikázal všem ostatním křesťanům vzdát se víry a popravil 55 křesťanů (Japonců i cizinců), kteří se odmítli vzdát Krista.
Ógošo Hidetada zemřel v Kan'ei 9 ve 24. dni 1. měsíce (1632).

## Bakufuběhem panování Hidetada
- Keičó (1596–1615)
- Genna (1615–1624)